# Der Wanderer an den Mond

Deckblatt der Erstveröffentlichung

Beginn Partitur

Der Wanderer an den Mond ist ein Kunstlied von Franz Schubert für Singstimme mit Klavierbegleitung in G-Dur D 870. Es wurde 1826 komponiert und 1827 als Nr. 1 des Zyklus „Drei Lieder“ (op. 80) veröffentlicht, der Hofrat Joseph Witteczek gewidmet ist. Textgrundlage ist das gleichnamige Gedicht von Johann Gabriel Seidl, das 1826 in Lieder der Nacht. Elegien aus Alfons von Lamartine. Die Deutung veröffentlicht wurde.

## Text
Ich auf der Erd', am Himmel du,

Wir wandern beide rüstig zu: -

Ich ernst und trüb, du mild und rein,

Was mag der Unterschied wol seyn?

Ich wandre fremd von Land zu Land,

So heimatlos, so unbekannt;

Bergauf, bergab, waldein, waldaus,

Doch bin ich nirgend - ach! - zu Haus.

Du aber wanderst auf und ab

Aus Ostens Wieg' in Westens Grab, -

Wallst länderein und länderaus,

Und bist doch, wo du bist, zu Haus.

Der Himmel, endlos ausgespannt,

Ist dein geliebtes Heimatland:

O glücklich, wer wohin er geht,

Doch auf der Heimat Boden steht!

In späteren Editionen (u. a. 1851 und 1877) wurde die Strophe 3, Satz 2 in „Aus Ostens Wieg' in Westens Grab“ geändert - was eine Richtigstellung astronomischer Sachverhalte darstellt.

## Einordnung
Vordergründig als idyllisches Genrebild gestaltet, greift das Lied „Der Wanderer an den Mond“ das in der Romantik weit verbreitete Motiv der Entwurzelung, Zerrissenheit und Heimatlosigkeit des Menschen auf. Bezüge bestehen ferner zum ebenfalls stark in der Epoche verwurzelten Motiven des Wanderns sowie des Mondes.

## Aufführungspraxis
„Der Wanderer an den Mond“ gehört zu Schuberts bekanntesten Liedern und wird bis heute häufig sowohl konzertant aufgeführt als auch auf Tonträgern eingespielt. Zu den bekanntesten Interpreteten zählen Dietrich Fischer-Dieskau, der das Lied u. a. mit Gerald Moore (ab 1955) und Alfred Brendel (1983) aufgeführt hat, sowie Hermann Prey und Peter Schreier.